# Samir Bakaou
Samir Bakaou (arabiska: سمير بكاو), född 17 oktober 1954 i Sousse, är en tunisisk före detta fotbollsmittfältare, i Sverige mest känd för sina år i Göteborgsklubben GAIS, där han bland annat vann skytteligan i  Division II södra 1985 med 20 mål. Han har även representerat tunisiska landslaget, och på klubblagsnivå tunisiska Étoile Sportive du Sahel, emiratiska Al-Wahda och svenska Västra Frölunda IF.

## Biografi

### Tidig karriär
Bakaou började sin karriär i Étoile Sportive du Sahel (ESS) från Sousse, 
där han spelade under 1970-talet och i början av 1980-talet. 
Bakaou ansågs redan från början som en av landets mest lovande spelare: 1970, då det brasilianska landslaget var på besök i Tunisien, sade storstjärnan Pelé att han hade en lysande framtid. Han debuterade i det tunisiska landslaget 1973, och spelade 45 A-landskamper, den sista en vänskapslandskamp mot Egypten den 15 mars 1989. 
1978 och 1981 valdes han till Tunisiens bäste fotbollsspelare, men missade VM i Argentina 1978 på grund av en ljumskskada. Han var lagkapten i Tunisiens landslag när han kom till GAIS 1984.

### Karriär i Sverige
Tidigt på 1980-talet värvades Bakaou till Al-Wahda, en klubb från Förenade Arabemiraten, men 1984 förbjöds alla utländska spelare i landet. GAIS dåvarande huvudtränare Bo Falk fick höra talas om Bakaou genom Ruben Alexandersson, en vän från Falks tid i Kalmar FF, som sedan 1977 årligen hade semestrat i Tunisien och haft Bakaou under uppsikt. GAIS, som vid det här laget låg i dåvarande Division II Södra, tog chansen, och våren 1984 skrev Bakaou på för klubben. Bakaou debuterade mot Landskrona BoIS i en match som slutade 1–1, och gjorde totalt fyra mål det första året i GAIS. 1985 spelade Bakaou på mittfältet tillsammans med den defensive Lenna Kreivi och hade ett gott samarbete med toppforwardarna Ulf Köhl och Steve Gardner; tillsammans kallades de "den gyllene triangeln". Bakaou vann skytteligan i södertvåan med 20 mål och utsågs till seriens bäste spelare. Han blev även Årets makrill som GAIS bäste spelare. GAIS fick kvala till allsvenskan mot Djurgården, men föll på straffar efter två oavgjorda matcher.
I maj 1986 skadade Bakaou korsbandet och blev borta från fotbollen i sex månader. Det blev bara sex matcher för Bakaou 1986, och han fick inget nytt kontrakt med GAIS, som ansåg det alltför riskabelt att åter kontraktera den då 32 år gamle, skadedrabbade Bakaou. 1987 skrev i stället Västra Frölunda IF, som just hade gått upp i allsvenskan, kontrakt med Bakaou, som dock vantrivdes i klubben och längtade tillbaka till GAIS. Han visade emellertid att han var långt ifrån slut som professionell fotbollsspelare, och uppvisade en tuffhet i närkamperna som han tidigare hade saknat.
1988 hade GAIS gått upp i allsvenskan igen, och Samir Bakaou gjorde comeback i laget. Under säsongen hotades Bakaou av utvisning från Sverige, eftersom fotbollsspelare bara kunde få uppehållstillstånd i fyra år. GAIS överklagade alla beslut som fattades i frågan, och eftersom Bakaou hade åkt hem till Tunisien under vintermånaderna gick det att komma runt bestämmelserna. För att få stanna i landet arbetade Bakaou också på restaurangen Le Sportif i Göteborg, som drevs av hans vän och personliga tränare Ridha Chebil. GAIS slutade till sist åtta i serien och höll sig kvar; Bakaou gjorde tio mål och blev lagets skyttekung.
1989 slogs GAIS till och med om en medaljplats i allsvenskan. Man förlorade semifinalen mot Malmö FF, men tog en plats i UEFA-cupen 1990/1991. Bakaou hade egentligen tänkt avsluta sin karriär efter säsongen, men övertalades att stanna ett år till. Sommaren 1990 skadade han dock knäet på träning, och på hösten 1990, när GAIS mötte Torpedo Moskva borta på en regntung plan i UEFA-cupens första omgång, tvingades Bakaou bryta matchen vid ställningen 4–0 till Torpedo. Karriären var över, och Bakaou åkte hem till Sousse, där han avböjde en plats i sin gamla klubb ESS.

### Tränarkarriär
Bakaou fick 1991 jobb som ungdomstränare för sin gamla klubb Al-Wahda i Förenade Arabemiraten. Han stannade i sju år, och förde klubbens juniorer till flera framgångar. Därefter var han juniortränare och assisterande A-lagstränare i Al Jazira Club från Abu Dhabi. Per 2007 var han inte knuten till någon klubb, utan scoutade efter nya talanger för den svenske agenten Mats Thyrén.

### Privatliv
Bakaou är gift med Liane och har två döttrar, Salina och Jasmina, som båda är födda i Sverige.

## Stil och betydelse

### Spelstil
Bakaou hade en bländande teknik och var en bra speluppläggare. Han hade hög arbetskapacitet och god moral. Till en början fungerade hans spelstil dåligt med Bo Falks långbollsstrategi, men efterhand anpassade man sig till varandra. Bo Falk sade om Bakaou: "Samir kunde allt. Det fanns ingenting som jag som tränare kunde lära honom. Det enda som han egentligen saknade var ett bra distansskott."

### Minnesvärda matcher
Utöver skytteligavinsten i division II 1985 har Bakaou gjort ett flertal minnesvärda prestationer i GAIS-tröjan:
I en match borta mot BK Häcken den 2 september 1985 fälldes Bakaou i straffområdet, men domaren friade. Bakaou blev vansinnigt arg, och i ett anfall kort därefter dribblade han sig i vredesmod fram från halva planen. Han lyfte bollen över den siste försvararen, sprang runt honom och nickade bollen i mål. GAIS vann matchen med 3–1.
Sex dagar senare möttes GAIS och Elfsborg på Ullevi. Bakaou började kring mittlinjen, dribblade sig förbi tre motståndare på sin väg mot straffområdet, fintade båda mittbackarna och petade bollen förbi målvakten. Göteborgsposten skrev efter matchen att målet var så vackert att det borde placeras i en monter på konstmuseum.
Samma månad gjorde Bakaou ett hattrick mot Halmia i en match som GAIS vann med 6–0, efter ett hattrick även av Steve Gardner.
Mot Malmö FF hemma på Ullevi hösten 1988 gjorde Bakaou ett äkta hattrick på 21 minuter. Efter att Martin Dahlin gjort 1–0 för MFF efter bara 52 sekunder vände Bakaou matchen med tre mål i rad: det första en volley, det andra på straff och det tredje på ett skott som Janne Möller i MFF-målet tappade in. GAIS vann till slut matchen med 3–2.